# Élections législatives de 2017 dans la Vendée
Pour un article plus général, voir Élections législatives de 2017.
Des élections législatives se déroulent les 11 et 18 juin 2017 dans le département de la Vendée, où cinq membres de l’Assemblée nationale sont à élire dans le cadre de cinq circonscriptions.

## Contexte
Les élections législatives sont fixées aux 11 et 18 juin 2017.

## Élus
| Circonscription                                 | Député sortant   | Parti | Parti | Député élu ou réélu     | Parti | Parti |
| ----------------------------------------------- | ---------------- | ----- | ----- | ----------------------- | ----- | ----- |
| 1re                                             | Alain Lebœuf     |       | LR    | Philippe Latombe        |       | Modem |
| 2e                                              | Sylviane Bulteau |       | PS    | Patricia Gallerneau     |       | Modem |
| 3e                                              | Yannick Moreau*  |       | LR    | Stéphane Buchou         |       | LREM  |
| 4e                                              | Véronique Besse* |       | MPF   | Martine Leguille-Balloy |       | LREM  |
| 5e                                              | Hugues Fourage   |       | PS    | Pierre Henriet          |       | LREM  |
| * député sortant ne se représentant pas en 2017 |                  |       |       |                         |       |       |

## Résultats

### Résultats à l'échelle du département
|                                            |                                      |                           |                           |                          |                          |  |
|                                            |                                      | Premier tour 11 juin 2017 | Premier tour 11 juin 2017 | Second tour 18 juin 2017 | Second tour 18 juin 2017 |  |
|                                            |                                      |                           |                           |                          |                          |  |
|                                            |                                      | Nombre                    | % des inscrits            | Nombre                   | % des inscrits           |  |
| Inscrits                                   | Inscrits                             | 514 528                   | 100,00                    | 514 508                  | 100,00                   |  |
| Abstentions                                | Abstentions                          | 240 898                   | 46,82                     | 287 126                  | 55,81                    |  |
| Votants                                    | Votants                              | 273 630                   | 53,18                     | 227 382                  | 44,19                    |  |
|                                            |                                      |                           | % des votants             |                          | % des votants            |  |
| Bulletins blancs                           | Bulletins blancs                     | 4 475                     | 1,64                      | 14 566                   | 6,41                     |  |
| Bulletins nuls                             | Bulletins nuls                       | 2 176                     | 0,80                      | 6 684                    | 2,94                     |  |
| Suffrages exprimés                         | Suffrages exprimés                   | 266 979                   | 97,57                     | 206 132                  | 90,65                    |  |
|                                            |                                      |                           |                           |                          |                          |  |
| Étiquette politique                        | Étiquette politique                  | Voix                      | % des exprimés            | Voix                     | % des exprimés           |  |
|                                            |                                      |                           |                           |                          |                          |  |
|                                            | La République en marche              | 62 178                    | 23,29                     | 72 068                   | 34,96                    |  |
|                                            | Mouvement démocrate                  | 41 986                    | 15,73                     | 47 904                   | 23,24                    |  |
|                                            | Les Républicains                     | 41 775                    | 15,65                     | 55 953                   | 27,14                    |  |
|                                            | Front national                       | 26 651                    | 9,98                      |                          |                          |  |
|                                            | La France insoumise                  | 24 111                    | 9,03                      |                          |                          |  |
|                                            | Parti socialiste                     | 20 575                    | 7,71                      | 15 732                   | 7,63                     |  |
|                                            | Divers droite                        | 14 114                    | 5,29                      |                          |                          |  |
|                                            | Union des démocrates et indépendants | 14 005                    | 5,25                      | 14 475                   | 7,02                     |  |
|                                            | Écologiste                           | 9 762                     | 3,66                      |                          |                          |  |
|                                            | Parti communiste français            | 4 044                     | 1,51                      |                          |                          |  |
|                                            | Debout la France                     | 3 734                     | 1,40                      |                          |                          |  |
|                                            | Divers                               | 2 191                     | 0,82                      |                          |                          |  |
|                                            | Extrême gauche                       | 1 853                     | 0,69                      |                          |                          |  |
| Source : Ministère de l'Intérieur - Vendée |                                      |                           |                           |                          |                          |  |

### Résultats par circonscription

#### Première circonscription
Le député sortant de la première circonscription, Alain Lebœuf, membre de l’Union pour un mouvement populaire (2012-2015) puis des Républicains (depuis 2015), est candidat à sa réélection. Depuis 2012, il siège sur les bancs de l’Assemblée nationale au sein du groupe de l’Union pour un mouvement populaire, devenu celui des Républicains (2015), d’abord en tant qu’apparenté (2012), puis en tant que membre à part entière.
|                                                                           |                                                                |                           |                           |                          |                          |
|                                                                           |                                                                | Premier tour 11 juin 2017 | Premier tour 11 juin 2017 | Second tour 18 juin 2017 | Second tour 18 juin 2017 |
|                                                                           |                                                                |                           |                           |                          |                          |
|                                                                           |                                                                | Nombre                    | % des inscrits            | Nombre                   | % des inscrits           |
| Inscrits                                                                  | Inscrits                                                       | 109 670                   | 100,00                    | 109 666                  | 100,00                   |
| Abstentions                                                               | Abstentions                                                    | 52 006                    | 47,42                     | 61 499                   | 56,08                    |
| Votants                                                                   | Votants                                                        | 57 664                    | 52,58                     | 48 167                   | 43,92                    |
|                                                                           |                                                                |                           | % des votants             |                          | % des votants            |
| Bulletins blancs                                                          | Bulletins blancs                                               | 784                       | 1,36                      | 2 684                    | 5,57                     |
| Bulletins nuls                                                            | Bulletins nuls                                                 | 498                       | 0,86                      | 1 312                    | 2,72                     |
| Suffrages exprimés                                                        | Suffrages exprimés                                             | 56 382                    | 97,78                     | 44 171                   | 91,70                    |
|                                                                           |                                                                |                           |                           |                          |                          |
| Étiquette politique                                                       | Étiquette politique                                            | Voix                      | % des exprimés            | Voix                     | % des exprimés           |
|                                                                           |                                                                |                           |                           |                          |                          |
|                                                                           | Philippe Latombe Mouvement démocrate (La République en marche) | 22 581                    | 40,05                     | 24 156                   | 54,69                    |
|                                                                           | Alain Lebœuf (député sortant) Les Républicains                 | 14 971                    | 26,55                     | 20 015                   | 45,31                    |
|                                                                           | Gwenaëlle Grietens La France insoumise                         | 5 246                     | 9,30                      |                          |                          |
|                                                                           | Catherine Roy Front national                                   | 4 993                     | 8,86                      |                          |                          |
|                                                                           | Cécile Dreure Parti socialiste                                 | 3 210                     | 5,69                      |                          |                          |
|                                                                           | Guy Batiot Europe Écologie Les Verts                           | 2 301                     | 4,08                      |                          |                          |
|                                                                           | Marie-Thérèse Châtillon Debout la France                       | 786                       | 1,39                      |                          |                          |
|                                                                           | Théo Rivière Divers (Ma voix)                                  | 616                       | 1,09                      |                          |                          |
|                                                                           | Pierrick Chaigne Parti communiste français (Front de gauche)   | 614                       | 1,09                      |                          |                          |
|                                                                           | Gilles Robin Lutte ouvrière                                    | 415                       | 0,74                      |                          |                          |
|                                                                           | Marie-Hélène Lamiot Divers droite (Parti chrétien-démocrate)   | 317                       | 0,56                      |                          |                          |
|                                                                           | Frédérique Bisière Divers (Union populaire républicaine)       | 288                       | 0,51                      |                          |                          |
|                                                                           | Anthony Mary Divers                                            | 44                        | 0,08                      |                          |                          |
|                                                                           | Didier Norynberg Écologiste                                    | 0                         | 0,00                      |                          |                          |
| Source : Ministère de l'Intérieur - Première circonscription de la Vendée |                                                                |                           |                           |                          |                          |

#### Deuxième circonscription
Le député sortant de la deuxième circonscription, Sylviane Bulteau, membre du Parti socialiste, est candidat à sa réélection. Depuis 2012, elle siège sur les bancs de l’Assemblée nationale au sein du groupe Socialiste, républicain et citoyen, devenu groupe Socialiste, écologiste et républicain.
|                                                                           |                                                               |                           |                           |                          |                          |
|                                                                           |                                                               | Premier tour 11 juin 2017 | Premier tour 11 juin 2017 | Second tour 18 juin 2017 | Second tour 18 juin 2017 |
|                                                                           |                                                               |                           |                           |                          |                          |
|                                                                           |                                                               | Nombre                    | % des inscrits            | Nombre                   | % des inscrits           |
| Inscrits                                                                  | Inscrits                                                      | 103 484                   | 100,00                    | 103 480                  | 100,00                   |
| Abstentions                                                               | Abstentions                                                   | 48 473                    | 46,84                     | 58 437                   | 56,47                    |
| Votants                                                                   | Votants                                                       | 55 011                    | 53,16                     | 45 043                   | 43,53                    |
|                                                                           |                                                               |                           | % des votants             |                          | % des votants            |
| Bulletins blancs                                                          | Bulletins blancs                                              | 889                       | 1,62                      | 3 461                    | 7,68                     |
| Bulletins nuls                                                            | Bulletins nuls                                                | 455                       | 0,83                      | 1 721                    | 3,82                     |
| Suffrages exprimés                                                        | Suffrages exprimés                                            | 53 667                    | 97,56                     | 39 861                   | 88,50                    |
|                                                                           |                                                               |                           |                           |                          |                          |
| Étiquette politique                                                       | Étiquette politique                                           | Voix                      | % des exprimés            | Voix                     | % des exprimés           |
|                                                                           |                                                               |                           |                           |                          |                          |
|                                                                           | Patricia Gallerneau Mouvement démocrate                       | 19 405                    | 36,16                     | 23 748                   | 59,58                    |
|                                                                           | Béatrice Bellamy Les Républicains                             | 8 957                     | 16,69                     | 16 113                   | 40,42                    |
|                                                                           | Sylviane Bulteau (députée sortante) Parti socialiste          | 6 425                     | 11,97                     |                          |                          |
|                                                                           | Gabriel de Chabot Front national                              | 6 012                     | 11,20                     |                          |                          |
|                                                                           | Dominique Chevolleau La France insoumise                      | 5 329                     | 9,93                      |                          |                          |
|                                                                           | Raoul Mestre Divers droite                                    | 3 077                     | 5,73                      |                          |                          |
|                                                                           | Michel Raynaud Europe Écologie Les Verts                      | 1 889                     | 3,52                      |                          |                          |
|                                                                           | Viviane Chanteloup Debout la France                           | 932                       | 1,74                      |                          |                          |
|                                                                           | Laurence Chusseau Parti communiste français (Front de gauche) | 721                       | 1,34                      |                          |                          |
|                                                                           | Françoise Guyonnet Lutte ouvrière                             | 342                       | 0,64                      |                          |                          |
|                                                                           | Cyril Dougados Divers droite (Parti chrétien-démocrate)       | 295                       | 0,55                      |                          |                          |
|                                                                           | Laurence Leva Divers (Union populaire républicaine)           | 283                       | 0,53                      |                          |                          |
| Source : Ministère de l'Intérieur - Deuxième circonscription de la Vendée |                                                               |                           |                           |                          |                          |

#### Troisième circonscription
Le député sortant de la troisième circonscription, Yannick Moreau, membre de l’Union pour un mouvement populaire (2013-2015) puis des Républicains (depuis 2015), n’est pas candidat à sa réélection. Néanmoins, le député est suppléant de la candidate Florence Pineau. Depuis 2012, il siège sur les bancs de l’Assemblée nationale au sein du groupe de l’Union pour un mouvement populaire, devenu celui des Républicains (2015), d’abord en tant qu’apparenté (2012-2013), puis en tant que membre à part entière.
|                                                                            |                                                           |                           |                           |                          |                          |
|                                                                            |                                                           | Premier tour 11 juin 2017 | Premier tour 11 juin 2017 | Second tour 18 juin 2017 | Second tour 18 juin 2017 |
|                                                                            |                                                           |                           |                           |                          |                          |
|                                                                            |                                                           | Nombre                    | % des inscrits            | Nombre                   | % des inscrits           |
| Inscrits                                                                   | Inscrits                                                  | 122 019                   | 100,00                    | 122 015                  | 100,00                   |
| Abstentions                                                                | Abstentions                                               | 56 983                    | 46,70                     | 67 203                   | 55,08                    |
| Votants                                                                    | Votants                                                   | 65 036                    | 53,30                     | 54 812                   | 44,92                    |
|                                                                            |                                                           |                           | % des votants             |                          | % des votants            |
| Bulletins blancs                                                           | Bulletins blancs                                          | 884                       | 1,36                      | 3 404                    | 6,21                     |
| Bulletins nuls                                                             | Bulletins nuls                                            | 448                       | 0,69                      | 1 643                    | 3,00                     |
| Suffrages exprimés                                                         | Suffrages exprimés                                        | 63 704                    | 97,95                     | 49 765                   | 90,79                    |
|                                                                            |                                                           |                           |                           |                          |                          |
| Étiquette politique                                                        | Étiquette politique                                       | Voix                      | % des exprimés            | Voix                     | % des exprimés           |
|                                                                            |                                                           |                           |                           |                          |                          |
|                                                                            | Stéphane Buchou La République en marche                   | 24 930                    | 39,13                     | 29 940                   | 60,16                    |
|                                                                            | Florence Pineau Les Républicains                          | 9 600                     | 15,07                     | 19 825                   | 39,84                    |
|                                                                            | Noël Faucher Divers droite (Les Républicains diss.)       | 8 497                     | 13,34                     |                          |                          |
|                                                                            | Corinne Fillet Front national                             | 7 578                     | 11,90                     |                          |                          |
|                                                                            | Alain Darmey La France insoumise                          | 5 414                     | 8,50                      |                          |                          |
|                                                                            | Anthony Pitalier Parti socialiste                         | 2 540                     | 3,99                      |                          |                          |
|                                                                            | Laurent Akriche Europe Écologie Les Verts                 | 1 960                     | 3,08                      |                          |                          |
|                                                                            | Catherine Bessonnet Debout la France                      | 1 283                     | 2,01                      |                          |                          |
|                                                                            | Caroline Pottier Parti communiste français                | 1 064                     | 1,67                      |                          |                          |
|                                                                            | Jean-François Nicolas Lutte ouvrière                      | 399                       | 0,63                      |                          |                          |
|                                                                            | Jean-François Marre Divers (Union populaire républicaine) | 337                       | 0,53                      |                          |                          |
|                                                                            | Corentin Dattin Divers (Allons enfants)                   | 102                       | 0,16                      |                          |                          |
| Source : Ministère de l'Intérieur - Troisième circonscription de la Vendée |                                                           |                           |                           |                          |                          |

#### Quatrième circonscription
Le député sortant de la quatrième circonscription, Véronique Besse, membre du Mouvement pour la France, n’est pas candidat à sa réélection. Depuis 2005, elle n’est pas inscrite à un groupe sur les bancs de l’Assemblée nationale.
|                                                                            |                                                             |                           |                           |                          |                          |
|                                                                            |                                                             | Premier tour 11 juin 2017 | Premier tour 11 juin 2017 | Second tour 18 juin 2017 | Second tour 18 juin 2017 |
|                                                                            |                                                             |                           |                           |                          |                          |
|                                                                            |                                                             | Nombre                    | % des inscrits            | Nombre                   | % des inscrits           |
| Inscrits                                                                   | Inscrits                                                    | 97 894                    | 100,00                    | 97 892                   | 100,00                   |
| Abstentions                                                                | Abstentions                                                 | 45 885                    | 46,87                     | 56 034                   | 57,24                    |
| Votants                                                                    | Votants                                                     | 52 009                    | 53,13                     | 41 858                   | 42,76                    |
|                                                                            |                                                             |                           | % des votants             |                          | % des votants            |
| Bulletins blancs                                                           | Bulletins blancs                                            | 1 148                     | 2,21                      | 2 415                    | 5,77                     |
| Bulletins nuls                                                             | Bulletins nuls                                              | 417                       | 0,80                      | 839                      | 2,00                     |
| Suffrages exprimés                                                         | Suffrages exprimés                                          | 50 444                    | 96,99                     | 38 604                   | 92,23                    |
|                                                                            |                                                             |                           |                           |                          |                          |
| Étiquette politique                                                        | Étiquette politique                                         | Voix                      | % des exprimés            | Voix                     | % des exprimés           |
|                                                                            |                                                             |                           |                           |                          |                          |
|                                                                            | Martine Leguille-Balloy La République en marche             | 23 508                    | 46,60                     | 24 129                   | 62,50                    |
|                                                                            | Wilfrid Montassier Union des démocrates et indépendants     | 14 005                    | 27,76                     | 14 475                   | 37,50                    |
|                                                                            | Anita Lavergne La France insoumise                          | 4 197                     | 8,32                      |                          |                          |
|                                                                            | Denise Vicenté Front national                               | 3 678                     | 7,29                      |                          |                          |
|                                                                            | Claudine Goichon Europe Écologie Les Verts                  | 2 449                     | 4,85                      |                          |                          |
|                                                                            | Marie-Françoise Michenaud Parti communiste français         | 1 123                     | 2,23                      |                          |                          |
|                                                                            | Caroline Rouillier Divers droite (Parti chrétien-démocrate) | 728                       | 1,44                      |                          |                          |
|                                                                            | Claude Bour Lutte ouvrière                                  | 409                       | 0,81                      |                          |                          |
|                                                                            | Tiphaine Perrier Divers (Union populaire républicaine)      | 347                       | 0,69                      |                          |                          |
| Source : Ministère de l'Intérieur - Quatrième circonscription de la Vendée |                                                             |                           |                           |                          |                          |

#### Cinquième circonscription
Le député sortant de la deuxième circonscription, Hugues Fourage, membre du Parti socialiste, est candidat à sa réélection. Depuis 2012, il siège sur les bancs de l’Assemblée nationale au sein du groupe Socialiste, républicain et citoyen, devenu groupe Socialiste, écologiste et républicain.
|                                                                            |                                                            |                           |                           |                          |                          |
|                                                                            |                                                            | Premier tour 11 juin 2017 | Premier tour 11 juin 2017 | Second tour 18 juin 2017 | Second tour 18 juin 2017 |
|                                                                            |                                                            |                           |                           |                          |                          |
|                                                                            |                                                            | Nombre                    | % des inscrits            | Nombre                   | % des inscrits           |
| Inscrits                                                                   | Inscrits                                                   | 81 461                    | 100,00                    | 81 455                   | 100,00                   |
| Abstentions                                                                | Abstentions                                                | 37 551                    | 46,10                     | 43 953                   | 53,96                    |
| Votants                                                                    | Votants                                                    | 43 910                    | 53,90                     | 37 502                   | 46,04                    |
|                                                                            |                                                            |                           | % des votants             |                          | % des votants            |
| Bulletins blancs                                                           | Bulletins blancs                                           | 770                       | 1,75                      | 2 602                    | 6,94                     |
| Bulletins nuls                                                             | Bulletins nuls                                             | 358                       | 0,82                      | 1 169                    | 3,12                     |
| Suffrages exprimés                                                         | Suffrages exprimés                                         | 42 782                    | 97,43                     | 33 731                   | 89,94                    |
|                                                                            |                                                            |                           |                           |                          |                          |
| Étiquette politique                                                        | Étiquette politique                                        | Voix                      | % des exprimés            | Voix                     | % des exprimés           |
|                                                                            |                                                            |                           |                           |                          |                          |
|                                                                            | Pierre Henriet La République en marche                     | 13 740                    | 32,12                     | 17 999                   | 53,36                    |
|                                                                            | Hugues Fourage (député sortant) Parti socialiste           | 8 400                     | 19,63                     | 15 732                   | 46,64                    |
|                                                                            | Jean-Michel Lalère Les Républicains                        | 8 247                     | 19,28                     |                          |                          |
|                                                                            | Gérald Oberweis Front national                             | 4 390                     | 10,26                     |                          |                          |
|                                                                            | Pierre Cotron La France insoumise                          | 3 925                     | 9,17                      |                          |                          |
|                                                                            | Ghislaine Rautureau Europe Écologie Les Verts              | 1 163                     | 2,72                      |                          |                          |
|                                                                            | Olivier Boisseau Divers droite (Les Républicains diss.)    | 897                       | 2,10                      |                          |                          |
|                                                                            | Pascal Souchard Debout la France                           | 733                       | 1,71                      |                          |                          |
|                                                                            | Mélody Barthélémy Parti communiste français                | 522                       | 1,22                      |                          |                          |
|                                                                            | Loïc du Pontavice Divers droite (Parti chrétien-démocrate) | 303                       | 0,71                      |                          |                          |
|                                                                            | Emmanuelle Gardair Lutte ouvrière                          | 288                       | 0,67                      |                          |                          |
|                                                                            | Colette Pissard Divers (Union populaire républicaine)      | 167                       | 0,39                      |                          |                          |
|                                                                            | Michel Sage Divers                                         | 7                         | 0,02                      |                          |                          |
| Source : Ministère de l'Intérieur - Cinquième circonscription de la Vendée |                                                            |                           |                           |                          |                          |